# Break the Rules
"Break the Rules" is een nummer van de Engelse zangeres Charli XCX als tweede single voor haar tweede studioalbum Sucker. Het nummer kwam voor het eerst uit op de SoundCloud account van XCX op 18 augustus 2014 en de muziekvideo werd uitgebracht op 25 augustus 2014.
In het Verenigd Koninkrijk kwam het nummer pas uit op 12 oktober 2014. Volgens het tijdschrift Cosmopolitan staat "Break the Rules" op de vijfde plek van beste muzieknummers uit 2014.

## Muziekvideo
De muziekvideo van het nummer werd geregisseerd door Marc Klasfeld en werd uitgebracht op 25 augustus 2014. De video refereert aan een aantal films, zoals: Carrie, The Craft, Jawbreaker en de Amerikaanse animatieserie The Simpsons.

## Tracklijst
| Nr. | Titel           | Duur  |
| --- | --------------- | ----- |
| 1.  | Break the Rules | 03:23 |

| Nr. | Titel                          | Duur  |
| --- | ------------------------------ | ----- |
| 1.  | Break the Rules (Tiësto remix) | 04:25 |
| 2.  | Break the Rules (ODESZA remix) | 04:00 |
| 3.  | Break the Rules (Broods remix) | 02:52 |

| Nr. | Titel                          | Duur  |
| --- | ------------------------------ | ----- |
| 1.  | Break the Rules                | 03:23 |
| 2.  | Break the Rules (Tiësto remix) | 04:25 |

| Nr. | Titel                          | Duur  |
| --- | ------------------------------ | ----- |
| 1.  | Break the Rules                | 03:23 |
| 2.  | Break the Rules (Tiësto remix) | 04:25 |
| 3.  | Break the Rules (ODESZA remix) | 04:00 |
| 4.  | Break the Rules (Broods remix) | 02:52 |
| 5.  | Boom Clap                      | 02:49 |

## Releasedata
| Land                | Releasedatum     | Formaat                                          | Label            |
| ------------------- | ---------------- | ------------------------------------------------ | ---------------- |
| Canada              | 19 augustus 2014 | muziekdownload                                   | Atlantic Records |
| Verenigde Staten    | 19 augustus 2014 | muziekdownload                                   | Atlantic Records |
| Verenigd Koninkrijk | 12 oktober 2014  | muziekdownload                                   | Atlantic Records |
| Finland             | 17 oktober 2014  | muziekdownload                                   | Atlantic Records |
| Zweden              | 17 oktober 2014  | muziekdownload                                   | Atlantic Records |
| Australië           | 21 november 2014 | cd-single als Break the Rules: Schoolies Edition | Atlantic Records |
| Duitsland           | 16 januari 2015  | cd-single                                        | Atlantic Records |